# Josef Koreň

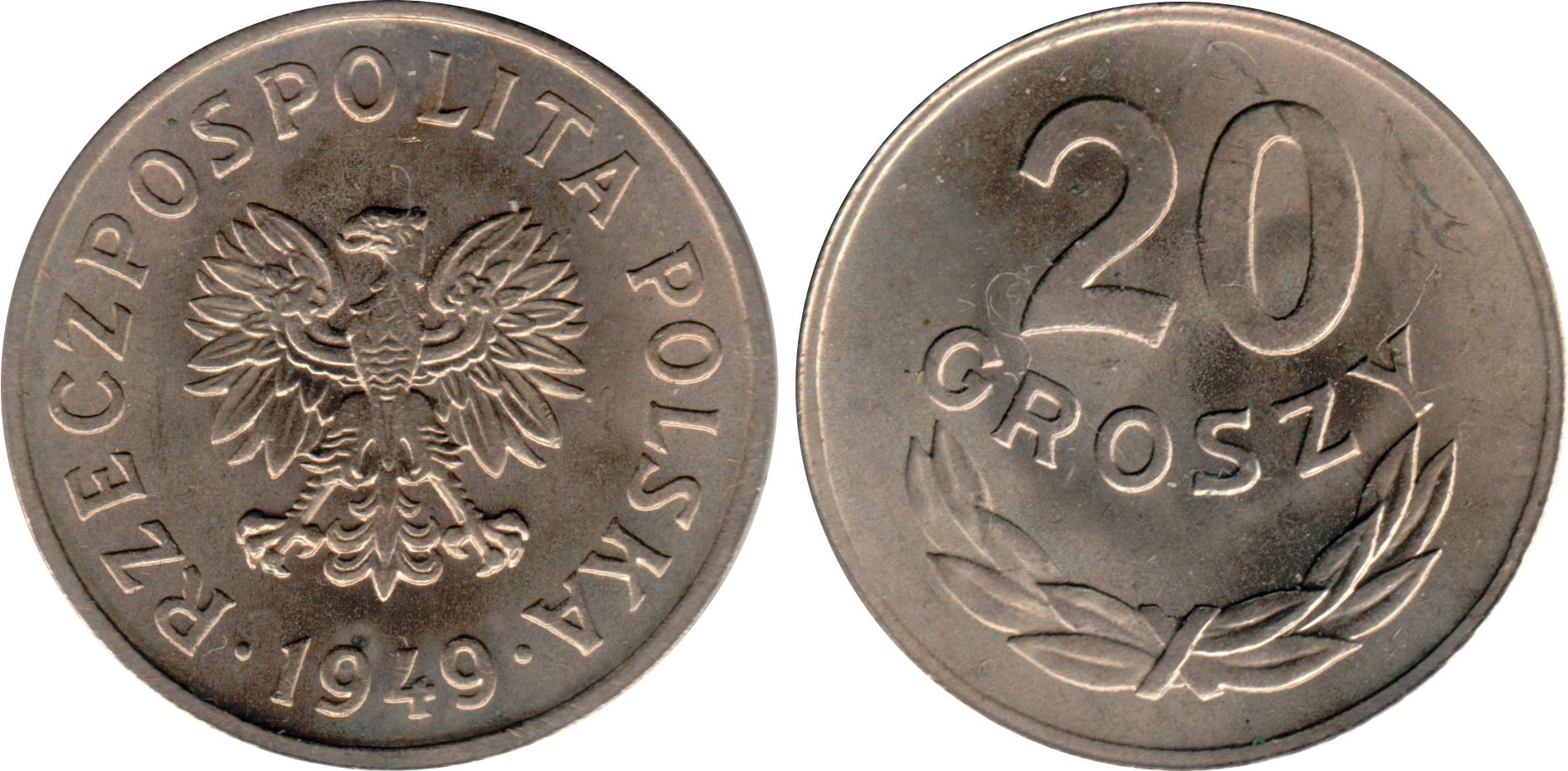
20-groszówka, której rewers jest współautorstwa Josefa Koreňa

Josef Koreň (ur. 1912, zm. 1971) – słowacki medalier i rzeźbiarz związany z mennicą w Kremnicy, w której pracował od 1946 r. W latach 1946–1961 tworzył wraz z Andrejem Peterem projekty monet zagranicznych. Razem z Andrejem Peterem i Antonem Hámem zaprojektował pierwsze polskie po II wojnie światowej monety powszechnego obiegu:
- 20 groszy 1949 (współautor rewersu),
- 50 groszy 1949 (współautor rewersu),
- 1 złoty 1949 (współautor rewersu).

W polskich katalogach przypisywane jest Josefowi Koreňowi również współautorstwo rewersu monet:
- 20 groszy wzór 1957 (kontynuowany do 1985 r.),
- 50 groszy wzór 1957 (kontynuowany do 1985 r.),
- 50 groszy wzór 1986 (kontynuowany do 1987 r.),
- 1 złoty wzór 1957 (kontynuowany do 1985 r.),
- 1 złoty wzór 1986 (kontynuowany do 1988 r.),
- 1 złoty wzór 1989 (kontynuowany do 1990 r.).